# Správní obvod obce s rozšířenou působností Kyjov
Správní obvod obce s rozšířenou působností Kyjov vznikl 1. ledna 2003. Leží v Jihomoravském kraji v severní části okresu Hodonín a čítá 42 obcí. V roce 2021 zde žilo přes 55 500 obyvatel, tedy 36,1 % obyvatel okresu a 4,6 % obyvatel kraje. S rozlohou 470,34 km² zabírá 42,8 % rozlohy okresu a 6,5 % rozlohy kraje. Rozlohou je 4. největším správním obvodem v Jihomoravském kraji. Města Kyjov, Bzenec a Ždánice mají status obce s pověřeným obecním úřadem. Na území správního obvodu jsou obce a města sdružena v mikroregionech Babí lom, Bzenecko, Hovoransko, Moštěnka, Nový Dvůr, Podchřibí, Ždánicko, Ždánický les a Politaví a ve Sdružení obcí Severovýchod.

## Seznam obcí
Poznámka: Města jsou vyznačena tučně.

### Správní obvod pověřeného obecního úřadu města Bzenec
- Bzenec
- Domanín
- Syrovín
- Těmice
- Vracov
- Žeravice

### Správní obvod pověřeného obecního úřadu města Kyjov
- Bukovany
- Čeložnice
- Hovorany
- Hýsly
- Ježov
- Kelčany
- Kostelec
- Kyjov
- Labuty
- Milotice
- Moravany
- Mouchnice
- Nechvalín
- Nenkovice
- Ostrovánky
- Skalka
- Skoronice
- Sobůlky
- Stavěšice
- Strážovice
- Svatobořice-Mistřín
- Šardice
- Vacenovice
- Věteřov
- Vlkoš
- Vřesovice
- Žádovice
- Želetice

### Správní obvod pověřeného obecního úřadu města Ždánice
- Archlebov
- Dambořice
- Dražůvky
- Lovčice
- Násedlovice
- Uhřice
- Žarošice
- Ždánice

## Obyvatelstvo
| Rok  | Obyv.  | ± %    |
| ---- | ------ | ------ |
| 1869 | 42 968 | —      |
| 1880 | 46 096 | +7,3 % |
| 1890 | 48 102 | +4,4 % |
| 1900 | 51 744 | +7,6 % |
| 1910 | 55 790 | +7,8 % |

| Rok  | Obyv.  | ± %     |
| ---- | ------ | ------- |
| 1921 | 56 399 | +1,1 %  |
| 1930 | 56 389 | −0 %    |
| 1950 | 53 535 | −5,1 %  |
| 1961 | 59 250 | +10,7 % |
| 1970 | 58 588 | −1,1 %  |

| Rok  | Obyv.  | ± %    |
| ---- | ------ | ------ |
| 1980 | 58 850 | +0,4 % |
| 1991 | 56 905 | −3,3 % |
| 2001 | 56 401 | −0,9 % |
| 2011 | 54 980 | −2,5 % |
| 2021 | 53 645 | −2,4 % |